# Вытемка
Вытемка — река в России, протекает в Тульской области. Левый приток Красивой Мечи.

## География
Река Вытемка берёт начало у деревни Крутое Куркинского района. Течёт на юг. Впадает в Красивую Мечу у деревни Заря Ефремовского района. Устье реки находится в 105 км по левому берегу реки Красивая Меча. Длина реки составляет 25 км, площадь водосборного бассейна 174 км².

## Данные водного реестра
По данным государственного водного реестра России относится к Донскому бассейновому округу, водохозяйственный участок реки — Красивая Меча, речной подбассейн реки — бассейны притоков Дона до впадения Хопра. Речной бассейн реки — Дон (российская часть бассейна).
Код объекта в государственном водном реестре — 05010100112107000000733.

### Притоки (км от устья)
- 0,3 км: река без названия, у с. Заря (пр)